# Criollas de Caguas 2021
Questa voce raccoglie le informazioni riguardanti le Criollas de Caguas nella stagione 2021.

## Stagione
Le Criollas de Caguas partecipano alla Liga de Voleibol Superior Femenino, classificandosi al primo posto in regular season. Partecipano quindi ai play-off scudetto, dove, dopo aver superato da imbattute i quarti di finale nel Girone A (con Sanjuaneras de la Capital e Leonas de Ponce), rimontano contro le Valencianas de Juncos in semifinale uno svantaggio di 0-2, qualificandosi per le finali scudetto. Dopo la vittoria a tavolino del primo incontro della serie finale, a causa dell'assenza ingiustificata della formazione ospite, si vedono assegnare, sempre a tavolino, la vittoria dello scudetto, il sesto titolo consecutivo e quattordicesimo complessivamente. 

## Organigramma societario
Area direttiva
- Presidente: Francisco Ramos

Area tecnica
- Allenatore: Juan Carlos Nuñez

## Rosa
| N° | Nome               | Ruolo | Data di nascita   | Nazionalità sportiva |
| -- | ------------------ | ----- | ----------------- | -------------------- |
| 1  | Yuliana Martínez   | S     | 27 dicembre 1996  | Porto Rico           |
| 2  | Shara Venegas      | L     | 18 settembre 1992 | Porto Rico           |
| 6  | Stephanie Enright  | S     | 15 dicembre 1990  | Porto Rico           |
| 7  | Sheila Ocasio      | C     | 17 novembre 1982  | Porto Rico           |
| 9  | Jennifer Nogueras  | P     | 1º agosto 1991    | Porto Rico           |
| 10 | Diana Reyes        | C     | 29 aprile 1993    | Porto Rico           |
| 11 | Karina Ocasio      | O     | 1º agosto 1985    | Porto Rico           |
| 12 | Jetzabel Del Valle | C     | 19 dicembre 1979  | Porto Rico           |
| 13 | Mariana Thon       | P     | 18 novembre 1988  | Porto Rico           |
| 14 | Taylor Sandbothe   | C     | 15 dicembre 1994  | Stati Uniti          |
| 15 | Adora Anae         | S     | 1º ottobre 1996   | Stati Uniti          |
| 17 | Dalianliz Rosado   | L     | 17 novembre 1995  | Porto Rico           |
| 18 | Julymar Otero      | O     | 31 ottobre 1996   | Porto Rico           |

## Mercato
| Acquisti | Acquisti          | Acquisti              | Acquisti   |
| R.       | Nome              | da                    | Modalità   |
| -------- | ----------------- | --------------------- | ---------- |
| S        | Yuliana Martínez  | -                     | definitivo |
| L        | Shara Venegas     | Prometej              | definitivo |
| S        | Stephanie Enright | Bergamo               | definitivo |
| C        | Sheila Ocasio     | Valencianas de Juncos | definitivo |
| P        | Jennifer Nogueras | Potsdam               | definitivo |
| P        | Mariana Thon      | Madrid                | definitivo |
| C        | Taylor Sandbothe  | Athletes Unlimited    | definitivo |
| S        | Adora Anae        | Bolu                  | definitivo |
| L        | Dalianliz Rosado  | Athletes Unlimited    | definitivo |
| O        | Julymar Otero     | Oriveden Ponnistus    | definitivo |

| Cessioni | Cessioni         | Cessioni          | Cessioni   |
| R.       | Nome             | a                 | Modalità   |
| -------- | ---------------- | ----------------- | ---------- |
| S        | Micaya White     | RC Cannes         | definitivo |
| L        | Shara Venegas    | Prometej          | definitivo |
| P        | Karla Colón      | -                 | ritirata   |
| S        | Ivania Ortiz     | Pinkin de Corozal | definitivo |
| C        | Ana Sofía Jusino | Chamalières       | definitivo |
| P        | Glorimar Ortega  | Grises de Humacao | definitivo |
| S        | Gabriela Alicea  | Leonas de Ponce   | definitivo |
| P        | Carelis Rojas    | Grises de Humacao | definitivo |

## Risultati

### LVSF

#### Regular season
| 15 giugno 2021 Coliseo Emilio E. Huyke, Humacao         | Grises de Humacao         | 0 - 3 | Criollas de Caguas        | 16-25, 20-25, 16-25               |
| 19 giugno 2021 Coliseo Roger L. Mendoza, Caguas         | Criollas de Caguas        | 3 - 1 | Pinkin de Corozal         | 25-19, 19-25, 25-12, 25-8         |
| 26 giugno 2021 Coliseo Roger L. Mendoza, Caguas         | Criollas de Caguas        | 2 - 3 | Valencianas de Juncos     | 22-25, 26-24, 21-25, 25-17, 13-15 |
| 3 luglio 2021 Coliseo Salvador Dijols, Ponce            | Leonas de Ponce           | 0 - 3 | Criollas de Caguas        | 21-25, 16-25, 20-25               |
| 4 luglio 2021 Coliseo Roger L. Mendoza, Caguas          | Criollas de Caguas        | 2 - 3 | Changas de Naranjito      | 24-26, 21-25, 25-21, 25-22, 10-15 |
| 8 luglio 2021 Coliseo Roger L. Mendoza, Caguas          | Criollas de Caguas        | 3 - 0 | Grises de Humacao         | 25-15, 25-22, 25-19               |
| 10 luglio 2021 Coliseo Carmen Zoraida Figueroa, Corozal | Pinkin de Corozal         | 1 - 3 | Criollas de Caguas        | 26-24, 25-27, 22-25, 21-25        |
| 12 luglio 2021 Coliseo Roberto Clemente, San Juan       | Sanjuaneras de la Capital | 0 - 3 | Criollas de Caguas        | 16-25, 23-25, 17-25               |
| 17 luglio 2021 Coliseo Rafael Amalbert, Juncos          | Valencianas de Juncos     | 0 - 3 | Criollas de Caguas        | 18-25, 12-25, 14-25               |
| 22 luglio 2021 Coliseo Roger L. Mendoza, Caguas         | Criollas de Caguas        | 3 - 0 | Leonas de Ponce           | 25-14, 25-14, 25-19               |
| 23 luglio 2021 Coliseo Roger L. Mendoza, Caguas         | Criollas de Caguas        | 3 - 1 | Sanjuaneras de la Capital | 25-20, 20-25, 25-20, 25-18        |
| 25 luglio 2021 Coliseo Gelito Ortega, Naranjito         | Changas de Naranjito      | 3 - 1 | Criollas de Caguas        | 25-23, 17-25, 25-13, 25-16        |

#### Play-off
| Quarti di finale (gara 2) - 28 luglio 2021 Coliseo Roger L. Mendoza, Caguas   | Criollas de Caguas        | 3 - 0 | Sanjuaneras de la Capital | 25-17, 25-16, 25-13               |
| Quarti di finale (gara 3) - 29 luglio 2021 Coliseo Salvador Dijols, Ponce     | Leonas de Ponce           | 0 - 3 | Criollas de Caguas        | 12-25, 18-25, 21-25               |
| Quarti di finale (gara 5) - 1º agosto 2021 Coliseo Roberto Clemente, San Juan | Sanjuaneras de la Capital | 2 - 3 | Criollas de Caguas        | 25-23, 23-25, 25-20, 23-25, 7-15  |
| Quarti di finale (gara 6) - 3 agosto 2021 Coliseo Roger L. Mendoza, Caguas    | Criollas de Caguas        | 3 - 2 | Leonas de Ponce           | 17-25, 22-25, 25-19, 25-21, 15-19 |
| Semifinali (gara 1) - 7 agosto 2021 Coliseo Roger L. Mendoza, Caguas          | Criollas de Caguas        | 2 - 3 | Valencianas de Juncos     | 25-17, 25-12, 23-25, 24-26, 15-17 |
| Semifinali (gara 2) - 8 agosto 2021 Coliseo Rafael Amalbert, Juncos           | Valencianas de Juncos     | 3 - 1 | Criollas de Caguas        | 25-21, 25-22, 11-25, 25-21        |
| Semifinali (gara 3) - 10 agosto 2021 Coliseo Roger L. Mendoza, Caguas         | Criollas de Caguas        | 3 - 2 | Valencianas de Juncos     | 25-23, 18-25, 25-18, 24-26, 15-10 |
| Semifinali (gara 4) - 11 agosto 2021 Coliseo Rafael Amalbert, Juncos          | Valencianas de Juncos     | 0 - 3 | Criollas de Caguas        | 22-25, 24-26, 16-25               |
| Semifinali (gara 5) - 13 agosto 2021 Coliseo Roger L. Mendoza, Caguas         | Criollas de Caguas        | 3 - 1 | Valencianas de Juncos     | 33-31, 13-25, 25-22, 25-17        |
| Semifinali (gara 6) - 14 agosto 2021 Coliseo Rafael Amalbert, Juncos          | Valencianas de Juncos     | 0 - 3 | Criollas de Caguas        | 20-25, 23-25, 15-25               |
| Finale (gara 1) - 4 settembre 2021 Coliseo Roger L. Mendoza, Caguas           | Criollas de Caguas        | 3 - 0 | Sanjuaneras de la Capital | 25-0, 25-0, 25-0                  |

## Statistiche

### Statistiche di squadra
| Competizione | Punti | In casa | In casa | In casa | In trasferta | In trasferta | In trasferta | Totale | Totale | Totale |
| Competizione | Punti | G       | V       | P       | G            | V            | P            | G      | V      | P      |
| ------------ | ----- | ------- | ------- | ------- | ------------ | ------------ | ------------ | ------ | ------ | ------ |
| LVSF         | 29    | 12      | 9       | 3       | 11           | 9            | 2            | 23     | 18     | 5      |
| Totale       | -     | 12      | 9       | 3       | 11           | 9            | 2            | 23     | 18     | 5      |

G = partite giocate; V = partite vinte; P = partite perse